# Winter-Paralympics 2022/Teilnehmer (Liechtenstein)
| stlisierte Goldmedaille | stlisierte Silbermedaille | stlisierte Bronzemedaille |
| ----------------------- | ------------------------- | ------------------------- |
| –                       | –                         | –                         |

Liechtenstein nahm an den Winter-Paralympics 2022 in Peking vom 4. bis 13. März 2022 teil.

## Teilnehmer
- Sarah Hundert[2][3]